# Russell Vis
Russell Vis (n. 22 iunie 1900, Grand Rapids, Michigan, SUA – d. 1 aprilie 1990, San Diego, California, SUA) a fost un luptător ce a reprezentat Statele Unite ale Americii, medaliat olimpic. A participat la o ediție a Jocurilor Olimpice (1924) în care a câștigat o medalie de aur.

## Participări
Lista de mai jos prezintă principalele competiții la care a participat Russell Vis de-a lungul carierei.
- wrestling at the 1924 Summer Olympics – men's freestyle lightweight[*]